# Phorbas bardajii
Phorbas bardajii är en svampdjursart som först beskrevs av Uriz 1988.  Phorbas bardajii ingår i släktet Phorbas och familjen Hymedesmiidae. Inga underarter finns listade i Catalogue of Life.